# Exoprosopa batrachoides
Exoprosopa batrachoides är en tvåvingeart som beskrevs av Mario Bezzi 1912. Exoprosopa batrachoides ingår i släktet Exoprosopa och familjen svävflugor. Inga underarter finns listade i Catalogue of Life.